# Acido difenico
L'acido difenico è un diacido organico derivato dal fenantrene. È usato come intermedio nella sintesi farmaceutica o nella produzione di alcuni coloranti. È un solido bianco che può essere preparato in laboratorio dall'acido antranilico attraverso il sale di diazonio. È il prodotto dell'azione microbica sul fenantrene.
Con il nome acido difenico, ci si riferisce solitamente all'isomero 2, 2' ma altre versioni di questa molecola esistono ed è quindi necessario non fare confusione con isomeri meno utilizzati e più raramente sintetizzati come l'acido 4-(4-carbossifenil)benzoico.
Il composto forma vari di polimeri di coordinazione. Mostra anche atropoisomeria.